# Droga wojewódzka 749
Die Droga wojewódzka 749 (DW 749) ist eine 25 Kilometer lange Droga wojewódzka (Woiwodschaftsstraße) in der polnischen Woiwodschaft Heiligkreuz und der Woiwodschaft Masowien, die Końskie mit Przysucha verbindet. Die Strecke liegt im Powiat Konecki und im Powiat Przysuski.

## Streckenverlauf
Woiwodschaft Heiligkreuz, Powiat Konecki
-  Końskie (DK 42, DW 728, DW 746)
- Rogów
- Młynek Nieświński
- Nieświń
- Fidor

Woiwodschaft Masowien, Powiat Przysuski
- Ruski Bród
- Kuźnica
- Janów
-  Przysucha (DK 12, DW 727)